# Dřevěná lžíce (román)
Dřevěná lžíce je román Jiřího Weila z roku 1938. Jde o volné pokračování románu Moskva – hranice.

## Vznik a vydání
Román byl vytvořen v roce 1938 a téhož roku měl být i vydán v nakladatelství Družstevní práce. Vzhledem k mezinárodní politické situaci bylo ale od vydání upuštěno. Po roce 1945 kvůli politické cenzuře komunistické moci vyjít nemohl. Připravovalo se vydání spolu s románem Moskva – hranice koncem šedesátých let, ale po nástupu normalizace k vydání knih nedošlo.
Román vyšel poprvé v italštině v roce 1970. V češtině vyšla kniha v samizdatových vydáních v edicích Kvart (1977) a Expedice (1980). Legálně vyšla kniha v České republice až v roce 1992.

## Motto
| „          | Shledávám, chtě chválit skutky božské, že bohové jsou zlí | “ |
| — Sofoklés |                                                           |   |

## Obsah
Román sleduje paralelně osudy čtyř hlavních hrdinů, které se po roce 1934 ocitly na stavbě kombinátu Balchašstroj (Балхашцветмет), největší stavbě druhé pětiletky.
Těmito osobami jsou:
- Alexandr Alexandrovič, starý bolševik, který v roce 1917 dobýval Kreml, poté byl sovětským diplomatem a nyní jako funkcionář, protože nedokázal odhalit zahraničního špiona ve své kanceláři, byl poslán na nucené práce. Protože nebyl zdravotně schopen fyzicky pracovat, byl ustanoven administrativním pomocníkem ve strojírenské dílně,
- Tony Stricker, rakouský soustružník kovů, který uprchl do Sovětského svazu, ale zde kritizoval postup strany a byl proto označen za revizionáře. V Balchaši se ale prosadí jako skvělý soustružník. Při dobrovolné brigádě zemřel při závalu ve výkopu.
- Jan Fischer, český překladatel Kominterny, odsouzený za kritické dopisy, které posílal do Československa. Na Balchaši pracuje jako kulturní pracovník a novinář místního časopisu, kde píše články o pracovním hrdinství v duchu panující ideologie. Je mu umožněn návrat domů.
- Lída Raisová, čerstvá absolventka lékařské fakulty pocházející z české osady Interhelpo v Kyrgyzstánu, která je vyslaná do Balchaše v rámci mobilizace Komsomolu, rozhodne se zůstat na Balchaši.

Dále jsou zmiňovány osudy řady dalších osob, jako jsou různí zloději, spekulanti, šejdíři, kulaci, manap Šabdan bývalý pán v Kyrgyzii, dělníci, kteří přišli dobrovolně s vidinou velkých výdělků, kazachstánští kočovníci, Džigit, zloděj koní, kavkazští bandité nebo Savva Dmitrijev, leningradský dělník, vedoucí strojírenské dílny.
Jakoby na pozadí jsou ukazovány negativní okolnosti stavby kombinátu:
- extrémní povětrnostní podmínky, v létě vedro a prach, v zimě mráz a ledová vichřice
- nemoci způsobené špatnou stravou a špatnými hygienickými podmínkami,
- nedostatečné zásobování vodou, potravinami a léky,
- nedostatečná péče o bezpečnost práce,
- kvůli těmto okolnostem umírá velké množství dělníků.

Mnoho lidí se ale snaží si svou prací získat propuštění z nucených prací, účastní se dobrovolných pracovních brigád. Některým z nich je pak posudkovými komisemi umožněn návrat domů.